# Camouflage wz. 68 Moro

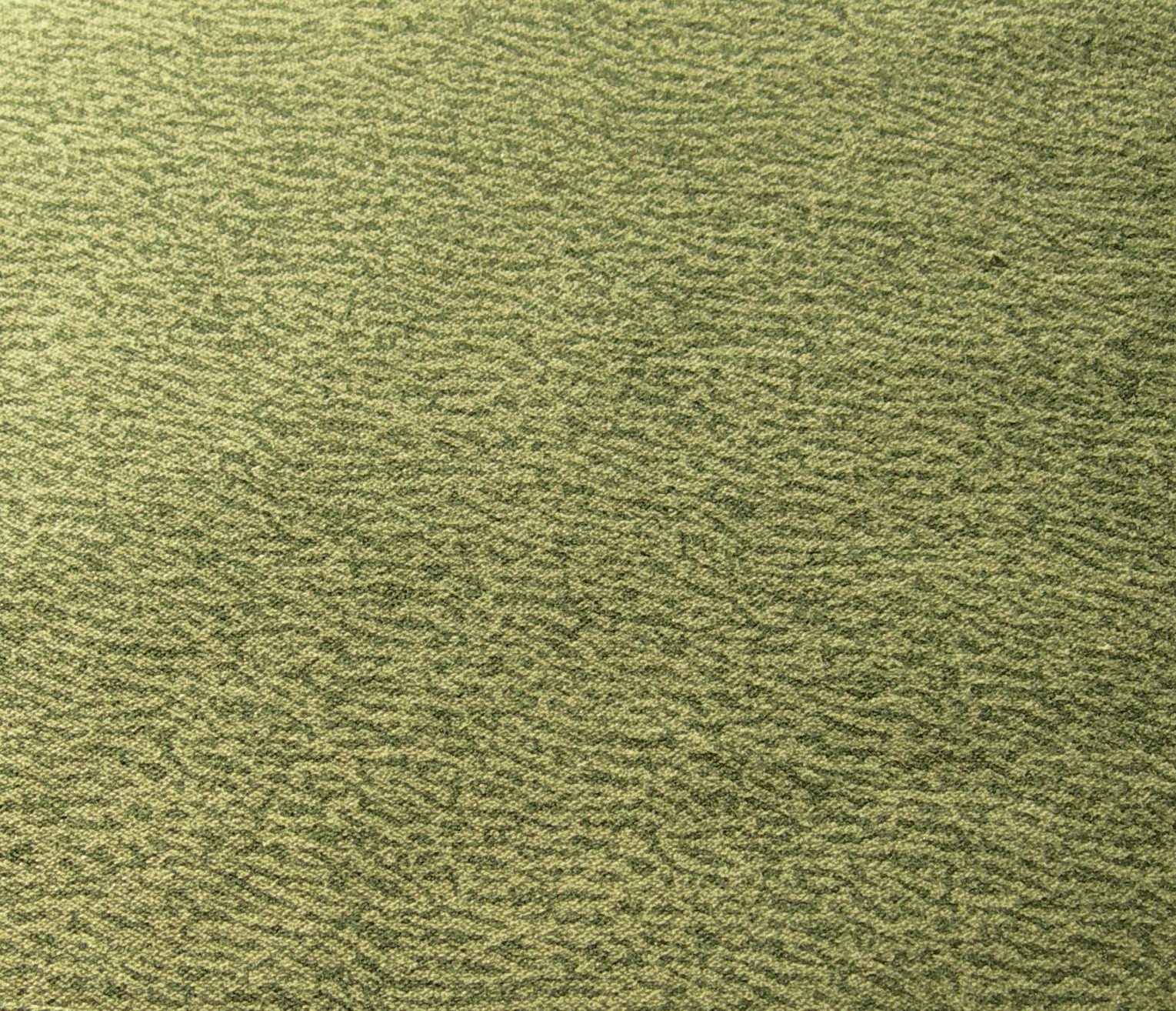
moro de l'armée de terre

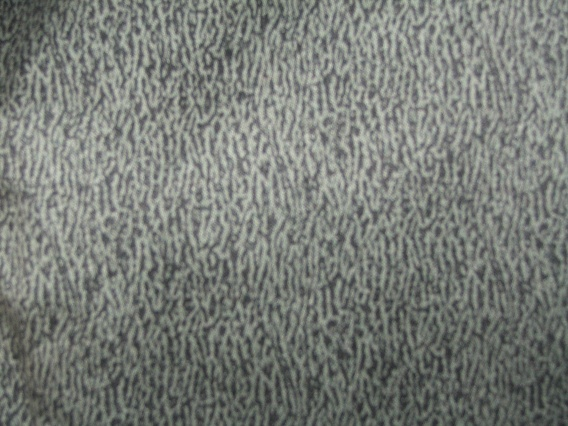
moro de l'armée de l'air et de la marine de guerre

Le camouflage wz. 68 Moro est un motif de camouflage développé par l'armée polonaise en 1968. Il remplace le camouflage wz. 58 "deszczyk" (gouttes de pluie) semblable au camouflage est-allemand "Strichmuster". Il est utilisé en Pologne entre 1970 et 1989 par l'armée, la police, la sécurité civile, la police ferroviaire, les pompiers et les gardes forestier.

Il existe quatre variantes de camouflage wz. 68: verte pour l'armée de terre, noire pour l'armée de l'air et la marine de guerre, bleue pour la police et brune (avec des taches plus grandes) pour les pompiers.

Le motif moro se caractérise par des taches de la même couleur mais plus foncées que le fond.

À la fin des années 1980 le camouflage wz. 68 Moro a été remplacé par le camouflage wz. 89 Puma.
Le nom moro est le sigle de Materiał odzieżowy roboczo-ochronny (textile vestimentaire de travail et de protection).